# Johnny Macknowski
John Andrew "Johnny" Macknowski (Rusia, 7 de enero de 1923-8 de abril de 2024) fue un jugador de baloncesto estadounidense que disputó dos temporadas en la NBA, además de jugar en la ABL y la NBL. Con 1,83 metros de estatura, jugaba en la posición de base.

## Trayectoria deportiva

### Universidad
Jugó durante su etapa universitaria con los Seton Hall Pirates de la Universidad Seton Hall.

### Profesional
Comenzó su trayectoria profesional jugando con los Scranton Miners de la ABL, de donde pasó a los Syracuse Nationals, entonces en la NBL, con los que dio el salto a la NBA tras la fusión de la liga con la BAA. Allí jugó dos temporadas, siendo la más destacada la primera de ellas, en la que promedió 7,4 puntos y 1,1 asistencias por partido, y en la que llegaron a jugar las Finales, en las que cayeron ante Minneapolis Lakers por 4-2.

## Estadísticas de su carrera en la NBA

### Temporada regular
| Temporada | Edad | Equipo             | Liga | P   | TIT | MIN | TC  | TCA | %TC  | 3P | 3PA | %3P | TL  | TLA | %TL  | R.OF. | R.DEF. | REB | ASIS | ROB | TAP | PER | FP  | PTS |
| 1949-50   | 27   | Syracuse Nationals | NBA  | 59  |     |     | 2.6 | 7.8 | .333 |    |     |     | 2.2 | 3.0 | .736 |       |        |     | 1.1  |     |     |     | 2.2 | 7.4 |
| 1950-51   | 28   | Syracuse Nationals | NBA  | 58  |     |     | 2.3 | 7.5 | .301 |    |     |     | 2.1 | 2.9 | .718 |       |        | 1.9 | 1.2  |     |     |     | 2.3 | 6.6 |
| Total     |      |                    | NBA  | 117 |     |     | 2.4 | 7.7 | .317 |    |     |     | 2.2 | 3.0 | .727 |       |        | 1.9 | 1.1  |     |     |     | 2.2 | 7.0 |

### Playoffs
| Temp.   | Edad | Equipo             | Liga | P  | MIN | TCA | TC  | 3PA | 3P | TLA | TL | R.OF. | REB | ASIS | ROB | TAP | PER | FP | PTS | %TC  | %3P | %FT  | MIN | PTS  | REB | AST |
| 1949-50 | 27   | Syracuse Nationals | NBA  | 11 |     | 39  | 100 |     |    | 39  | 51 |       |     | 21   |     |     |     | 18 | 117 | .390 |     | .765 |     | 10.6 |     | 1.9 |
| 1950-51 | 28   | Syracuse Nationals | NBA  | 2  |     | 6   | 13  |     |    | 1   | 3  |       | 7   | 4    |     |     |     | 5  | 13  | .462 |     | .333 |     | 6.5  | 3.5 | 2.0 |
| Total   |      |                    | NBA  | 13 |     | 45  | 113 |     |    | 40  | 54 |       | 7   | 25   |     |     |     | 23 | 130 | .398 |     | .741 |     | 10.0 | 3.5 | 1.9 |